# Augustine Kiprono Choge
Augustine Kiprono Choge, född den 21 januari 1987, är en kenyansk friidrottare som tävlar i medel- och långdistanslöpning.
Choge vann redan som ungdom 3 000 meter vid VM för ungdomar 2003. Året efter deltog han vid VM för junior där han vann 5 000 meter. Som junior vann han även VM i terränglöpning 2005. Han deltog även vid VM 2005 i Helsingfors där han dock inte gick vidare till final på 1 500 meter. 
Choge har haft framgångar vid IAAFs tävlingar i Europa där han under 2005 slutade på tredje plats vid IAAF World Athletics Final på 3 000 meter. Samma resultat nådde han 2006 vid IAAF World Athletics Final fast denna gång på 1 500 meter.
Han var i final på 1 500 meter vid VM 2009 i Berlin där han slutade på femte plats. Han avslutade friidrottsåret med att bli trea vid IAAF World Athletics Final 2009.